# Mont Gioberney
Le mont Gioberney est un sommet du massif des Écrins qui culmine à 3 352 mètres d'altitude. Il est réputé comme belvédère avec sa vue dégagée sur les principaux sommets du massif.

## Géographie
Le mont Gioberney se situe sur la ligne de crête séparant la vallée du Valgaudemar de la vallée du Vénéon, entre le col du Gioberney, lieu de passage traditionnel entre les deux vallées, et le col du Says. 
Au sud-ouest, il surplombe le vaste amphithéâtre glaciaire du cirque du Gioberney.
Il est constitué de gneiss amphiboliques dans sa partie inférieure et de granite de La Bérarde (qui constitue toute la partie centrale du massif des Écrins) à proximité du sommet.

## Premières ascensions
- 20 juillet 1873 - arête nord-est par William Auguste Coolidge, Christian Almer et Peter Blauer.
- 12 août 1898 - arête sud par Maurice Paillon (frère de Mary Paillon) avec Pierre et Eugène Estienne.
- 12 mars 1926 - première hivernale à ski par Daniel Armand-Delille et Pierre Dalloz.

## Alpinisme et ski de randonnée
Le mont Gioberney peut être atteint à partir des refuges suivants :
- Refuge de la Pilatte (2 572 m).
- Refuge du Gioberney (1 650 m).
- Refuge du Pigeonnier (2 423 m).

En hiver, le mont Gioberney peut être gravi en ski de randonnée en traversée est-ouest, en boucle sud-est - nord-est et par le versant nord-ouest à partir du col du Says.